# Sint-Bernardusmolen
De Sint-Bernardusmolen is een windmolenrestant in de tot de Vlaams-Brabantse gemeente Lubbeek behorende plaats Sint-Bernard, gelegen aan de Geestbeek 9a.
Deze ronde stenen molen van het type beltmolen fungeerde als korenmolen.

## Geschiedenis
De molen werd gebouwd in 1870. In 1903 werd er een petroleummotor geplaatst. In 1936 werden de kap en het wiekenkruis verwijderd en de romp werd afgedekt met een betonplaat. In 1941 werd een dieselmotor geplaatst. Einde jaren '70 van de 20e eeuw stopte ook de mechanische maalderij. Wat bleef was de romp met de zoldervloeren nog intact maar een groot deel van het binnenwerk werd verwijderd.
- Inventaris van het Bouwkundig Erfgoed (Vlaanderen): 214008